# Federación Latinoamericana de Colegios Jesuitas
La Federación Latinoamericana de Colegios de la Compañía de Jesús es el nombre que recibe la red de colegios jesuitas y las organizaciones que en cooperación, llevan la misión de fomentar el modelo ignaciano en las instituciones que conforman la FLACSI. 
En la actualidad a la Federación la componen 92 colegios repartidos en América Latina siendo el más antiguo el Colegio Mayor de San Bartolomé de Bogotá, Colombia y el más reciente el Colegio La Misión en Chile. Esta red de colegios jesuitas es parte del "Sector Educativo" de la Compañía de Jesús para Latinoamérica, donde también están las organizaciones internacionales de Fe y Alegríay la Asociación de Universidades Confiadas de la Compañía de Jesús (AUSJAL), todas dependientes de la Conferencia de Provinciales para América Latina (CPAL).
En su labor de red, se relaciona con instituciones del ámbito educacional y también fuera de él. Ejemplo de esto es su vínculo con el Grupo SM, Un Techo para mi País, la Pontificia Universidad Javeriana, la Universidad Alberto Hurtado, el Servicio Jesuita a Refugiados, CPAL Social, la Asociación de Antiguos Alumnos (ASIA).
Esta organización sin ánimo de lucro de la Compañía de Jesús y de CPAL (Conferencia de Provinciales de la Compañía de Jesús en América Latina), fue fundada en el año 2001. Su actual presidente es el Hno. Raimundo Barros SJ.

## Colegios Miembro

### Argentina
- Bachillerato Humanista Monseñor Jorge Kemerer (Posadas)
- Colegio de la Inmaculada Concepción (Santa Fe)
- Colegio del Salvador (Buenos Aires)
- Colegio Parroquial y Escuela Secundaria  Nuestra Señora de Itatí (San Miguel)
- Colegio Parroquial Nuestra Señora de Luján (Santa María)
- Colegio Parroquial Patriarca San José (Santa María)
- Colegio Parroquial Santa María del Trujui (San Miguel)
- Colegio San Luis Gonzaga (Mendoza)
- Colegio Señor de Mailín (Villa de Mayo)
- Instituto Jesuita Sagrada Familia (Córdoba)
- Instituto Madre de la Misericordia (Posadas)
- Instituto Parroquial de Nuestra Señora de la Asunción (San Miguel)
- Instituto San Ignacio de Loyola (Posadas)
- Instituto Virgen de Itatí (Posadas)
- Centro Educativo Padre José María Llorens (Mendoza)

### Bolivia
- Colegio del Sagrado Corazón (Sucre)
- Colegio San Calixto (La Paz)
- Colegio San Ignacio (La Paz)

### Brasil
- Colégio Anchieta Nova Friburgo
- Colégio Anchieta Porto Alegre
- Colégio Antônio Vieira
- Colégio Catarinense
- Colégio Diocesano
- Colégio Dos Jesuítas
- Colégio Loyola
- Colégio Medianeira
- Colégio Santo Inácio Fortaleza
- Colégio Santo Inácio Río de Janeiro
- Colégio São Francisco Xavier
- Colégio São Luís
- Escola Nhá Chica
- Escola Materno Infantil Pedro Arrupe – EMIPA
- Escola Santo Afonso Rodriguez - ESAR
- Escola Técnica de Eletrônica Santa Rita do Sapucaí - ETE

### Chile
- Colegio La Misión
- Colegio Nuestra Señora del Camino
- Instituto Padre Hurtado
- Colegio San Francisco Javier (Puerto Montt)
- Colegio San Ignacio (Santiago de Chile)
- Colegio San Ignacio Concepción
- Colegio San Ignacio El Bosque
- Colegio San Luis (Antofagasta)
- Colegio San Mateo de Osorno
- Colegios Padre Hurtado y Juanita de los Andes

### Colombia
- Colegio Berchmans
- Colegio Mayor de San Bartolomé (Bogotá)
- Colegio San Bartolomé La Merced (Bogotá)
- Colegio San Francisco Javier
- Colegio San Ignacio de Loyola
- Colegio San Jose (Barranquilla)
- Colegio San Luis Gonzaga
- Colegio San Pedro Claver
- Colegio Santa Luisa

### Ecuador
- Colegio San Gabriel
- Unidad Educativa Borja
- Unidad Educativa Cristo Rey
- Unidad Educativa Particular Javier
- Unidad Educativa San Felipe Neri
- Unidad Educativa San Luis Gonzaga

### El Salvador
- Colegio Externado de San José

### Estados Unidos
- Belen Jesuit Preparatory School

### Guatemala
- Liceo Javier
- Colegio Loyola

### Honduras
- Instituto Departamental San José

### México
- Escuela Carlos Pereyra
- Instituto Cultural Tampico
- Instituto de Ciencias
- Instituto Lux
- Instituto Oriente
- Colegio Ibero Tijuana

### Nicaragua
- Colegio Centro América
- Instituto Loyola

### Panamá
- Colegio Javier

### Paraguay
- Colegio Cristo Rey
- Colegio San Roque González de Santa Cruz
- Colegio Técnico Javier

### Perú
- Colegio Cristo Rey
- Colegio De la Inmaculada
- Colegio San Ignacio de Loyola
- Colegio San José (Arequipa)

### Puerto Rico
- Colegio San Ignacio de Loyola

### República Dominicana
- Colegio Loyola
- Instituto Politécnico Loyola
- Instituto Tecnológico San Ignacio de Loyola - ITESIL

### Uruguay
- Colegio San Javier
- Colegio Seminario Colegio del Sagrado Corazón (Montevideo)
- Liceo Monseñor Ricardo Isasa

### Venezuela
- Colegio Gonzaga
- Colegio Loyola-Gumilla
- Colegio San Ignacio de Loyola
- Instituto Técnico Jesús Obrero, Escuela Básica / Unidad Educativa

## Organizaciones y Universidades Aliadas
- Fe y Alegría
- Asociación de Universidades Confiadas a la Compañía de Jesús en América Latina
- Grupo SM
- Un Techo para mi País
- Pontificia Universidad Javeriana
- Universidad Alberto Hurtado